# ジェネシオ郡区 (アイオワ州セロゴード郡)
ジェネシオ郡区は、アメリカ合衆国、アイオワ州、セロゴード郡にある16の郡区の一つである。2000年の国勢調査で、人口は1206人だった。

## 地理
ジェネシオ郡区は、93.29平方キロメートル（36.02平方マイル)で、Rockwellが含まれる。
アメリカ地質調査所によると、この郡区はLinn GroveとSacred Heartの2つの霊園が含まれる。
en:Sheffield,_Iowaが南に隣接する。